# Щитно
Щи́тно (пол. Szczytno МФА: [ˈʂt͡ʂɨtnɔ]о файле, нем. Ortelsburg, Ортельсбург) — город в Польше, входит в Варминьско-Мазурское воеводство, Щитненский повят. Имеет статус городской гмины. Занимает площадь 10,62 км². Население — 23 500 человек (на 2018 год).
Город Щитно расположен на границе двух озёрных краёв — Ольштынского и Мронговского.
В 1975—1998 годах город административно принадлежал к Ольштынскому воеводству.
В 7 километрах от города расположен международный аэропорт Щитно-Шиманы (пол. Port Lotniczy Szczytno-Szymany).

## История
Во второй половине XIV века на этом месте был построен каменный замок Тевтонского ордена вместо более раннего деревянного сооружения 1266 года, сожжённого войском князя Кейстута в 1370 году.
Городские права получил в 1723 году. С 1818 года — центр повята. В городе большинство жителей были протестантами.
Город сильно пострадал во время Первой мировой войны. В 1920 году в ходе Варминско-Мазурского плебисцита большинство жителей Ортельсбурга проголосовало за сохранение города в составе Германии. Во время Второй мировой войны было произведено много захоронений на окраинах города — захоронения производились в том числе медицинскими санитарными батальонами. Карт расположений захоронений не составлено. После Второй мировой войны по решению Потсдамской конференции передан Польше вместе с другими территориями бывшей Восточной Пруссии.

## Достопримечательности
- Ратуша 1937 г. с башней (есть смотровая площадка)
- Руины замка крестоносцев 1370 года
- Мазурский музей
- Средневековая насосная станция
- Лютеранская кирха 1718 года
- Гостиница и мазурская изба XIX века
- Королевский тракт
- Рыночная улица
- Хорошо сохранившееся еврейское кладбище 1815 года и протестантское кладбище первой половины XIX века с захоронениями погибших во время Первой мировой войны немецких и русских солдат (170 немецких солдат и 78 солдат русской армии) и военным штабом.
- Братская могила погибших при взятии города в 1945 году 1008 советских солдат и 31 солдата русской армии Первой мировой войны
- Здание Высшей школы полиции 1886 года
- Здание почты 1892 года
- Здание суда 1869 года
- Бывшее здание администрации (ныне налоговое управление) 1885 года в неоклассическом стиле
- Бывшая женская гимназия 1884 года
- Неоготический костёл 1899 года
- Баптистский дом молитвы 1903 года
- Детский дом 1913 года
- Водонапорная башня 1908 года
- Памятный знак, обозначающий 21-й меридиан
- Памятник Генрику Сенкевичу

## Галерея

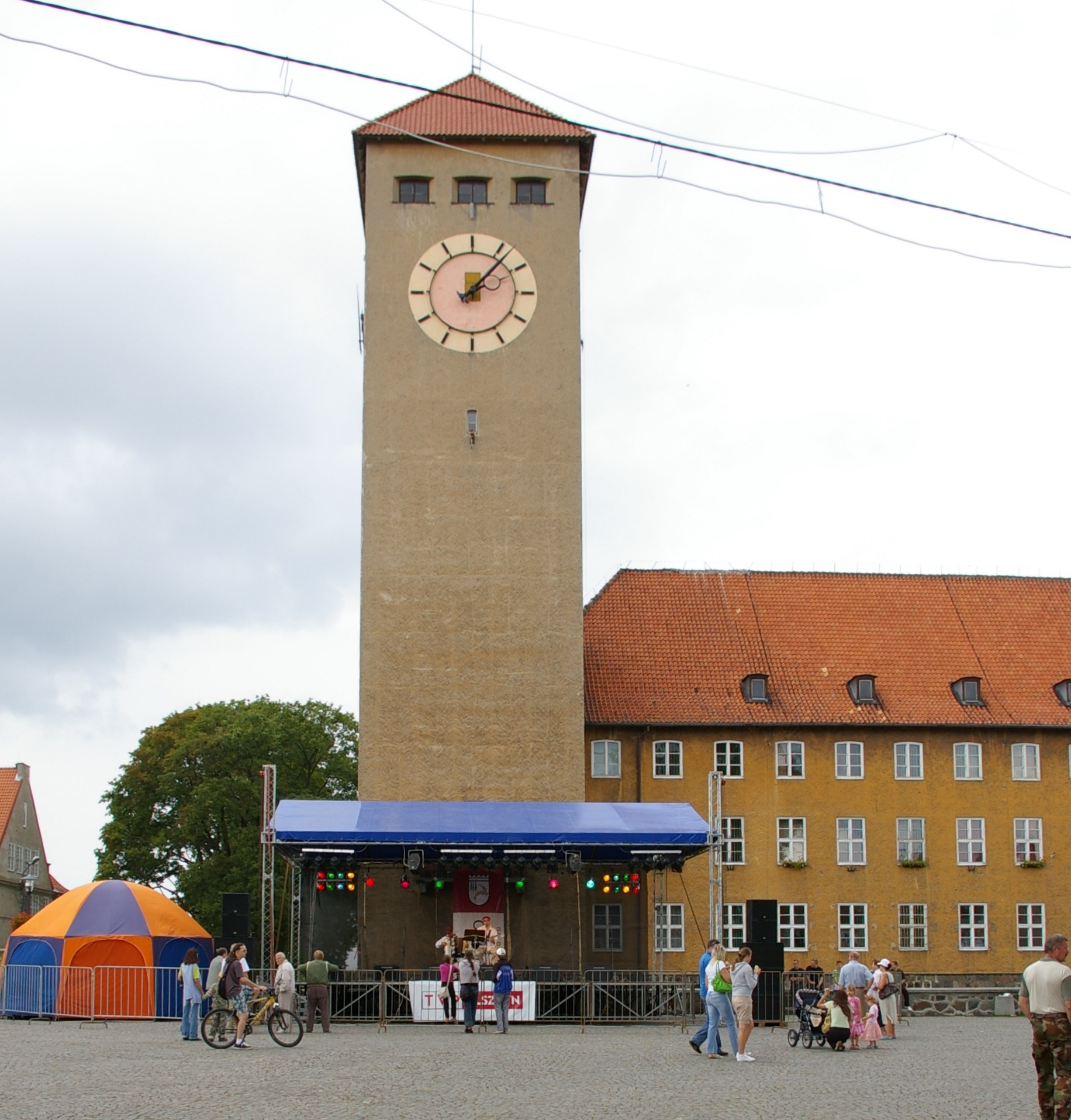
Ратуша Щитно
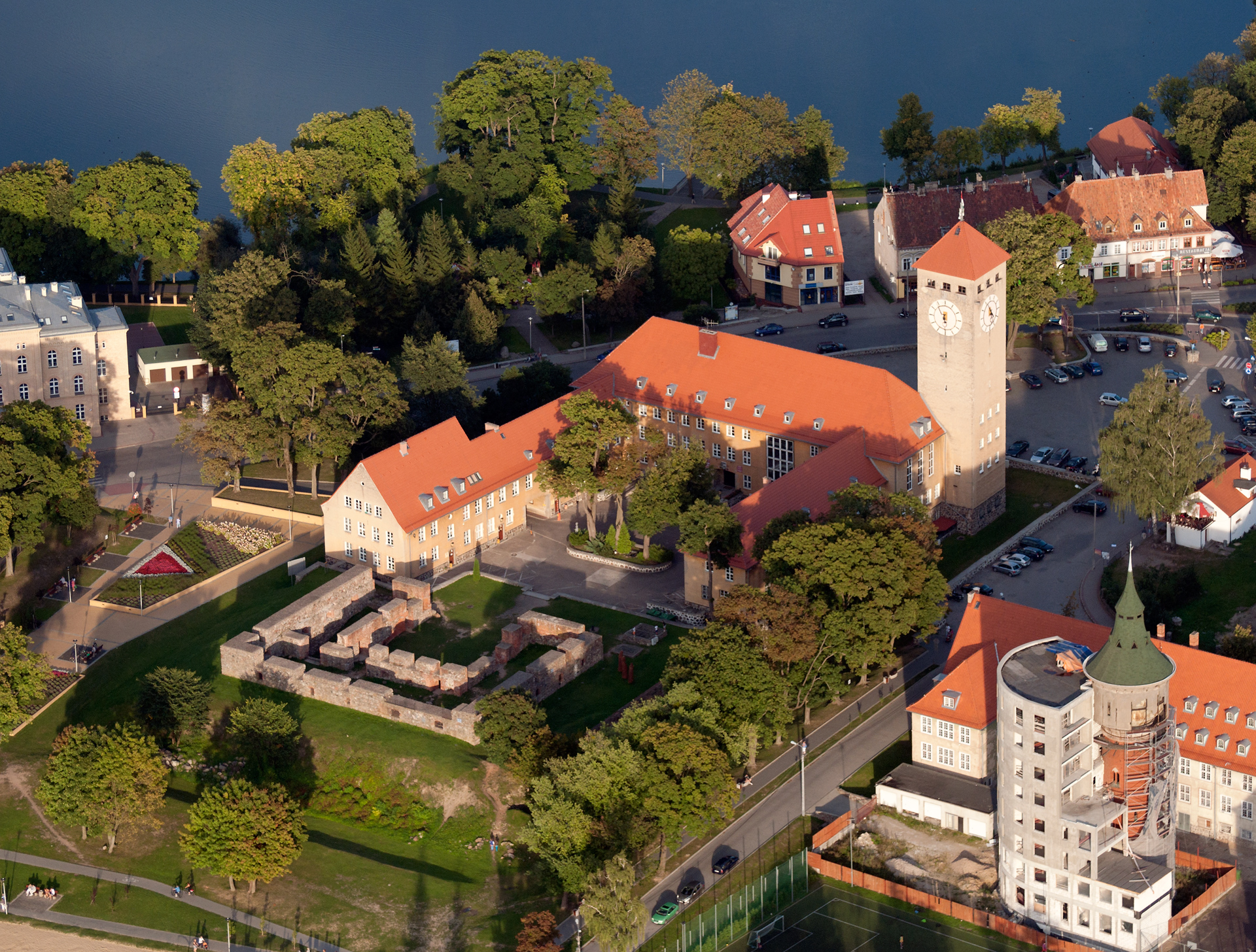
Schlossanlage aus der Vogelperspektive
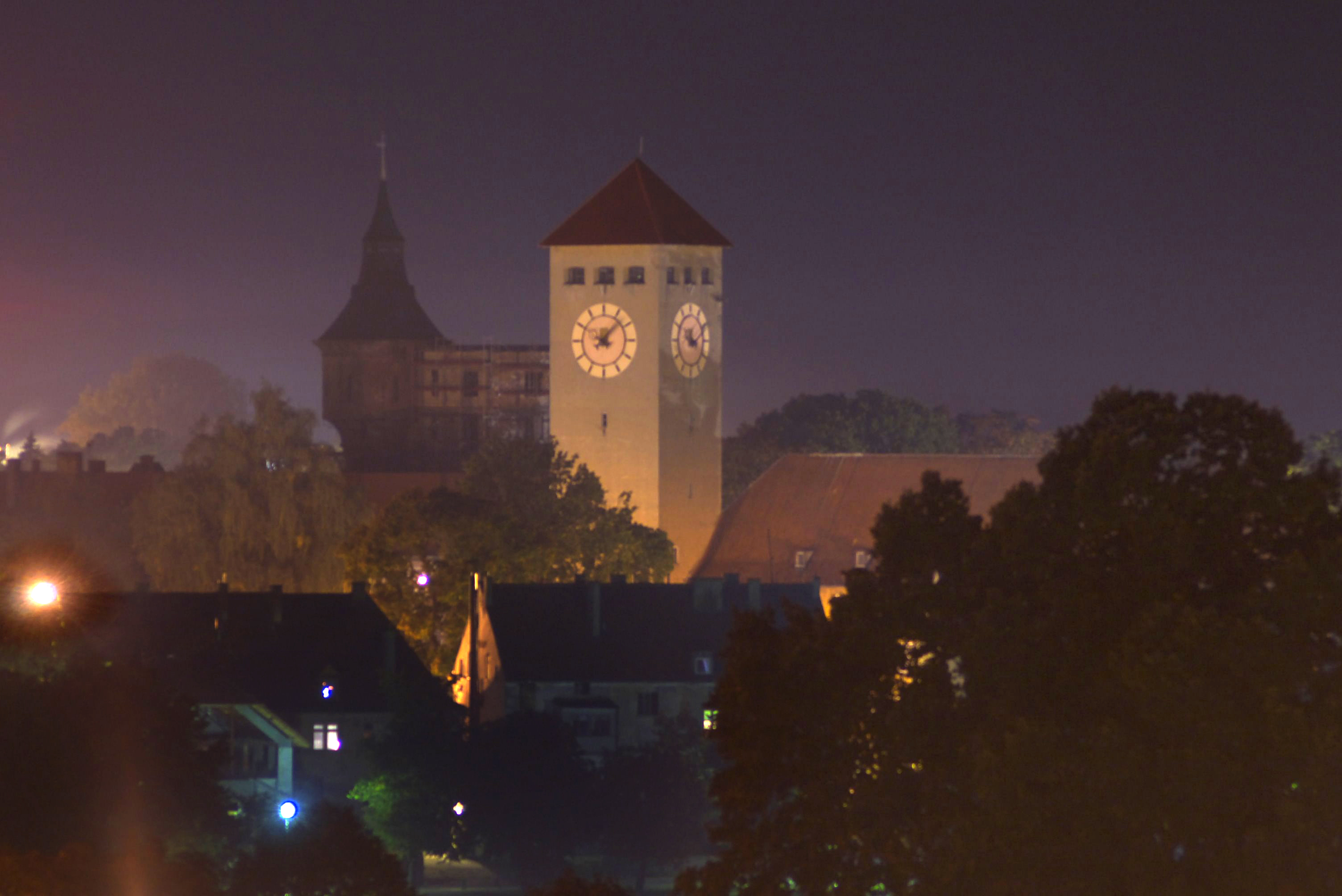
Ратуша ночью
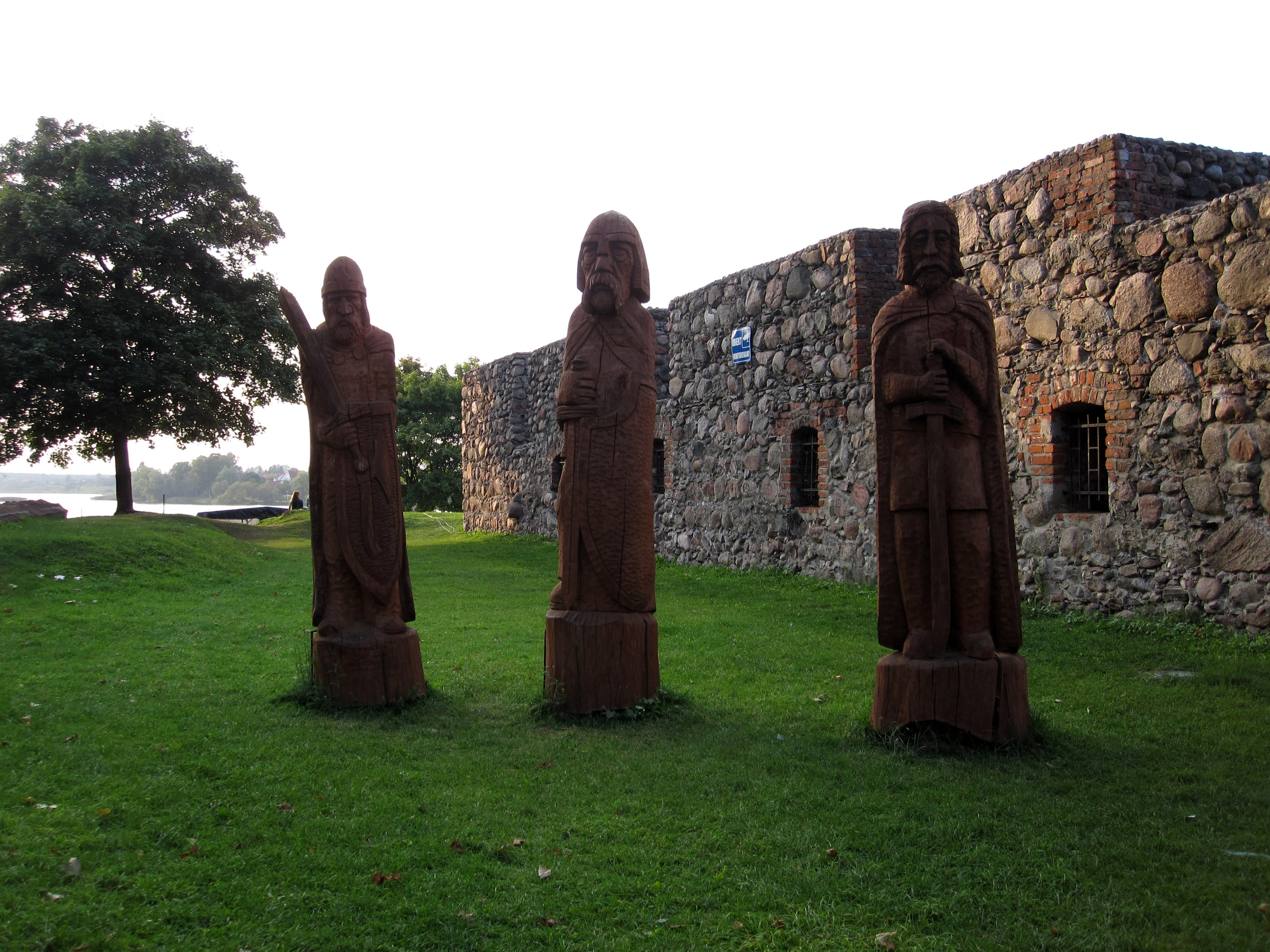
Ruine der Ordensburg
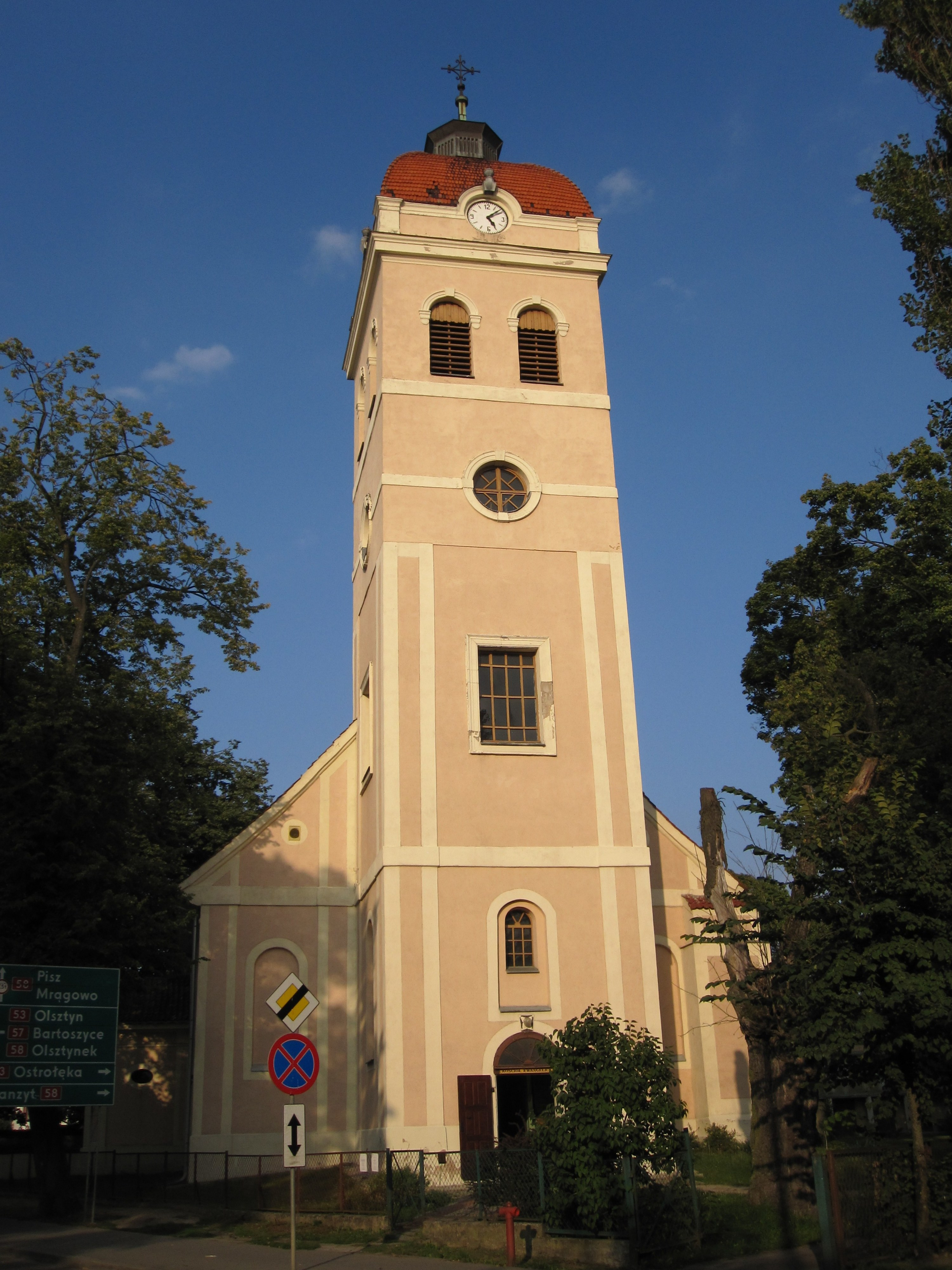
Лютеранская кирха